# D 605 (Türkei)
Die Straße D 605 (Devlet yolu 615) ist eine 59 km lange Straße in der Türkei. Sie verbindet Kefken am Schwarzen Meer (Gemeinde Kandıra) mit İzmit.

## Verlauf
Die Straße beginnt in Kefken an der Küste und führt nach Kandıra, wo sie die Straße D 020 kreuzt. Sie setzt sich nach Südsüdosten über das Bergland Kocaeli Yarımadası nach İzmit, der Hauptstadt der Provinz Kocaeli fort, quert dort die Autobahnen Otoyol 7 und Otoyol 4 und endet an der letzteren, die die Verbindung zur West-Ost-Achse der D 100 herstellt.